# 丘文俊
丘文俊（英語：Man-chun,Yau，1982年8月1日—），現為英國港僑協會地區主任，香港公民代表會議ACRHK成員，香港前支聯會青年組常務秘書，前新民主同盟召集人，前沙田區政秘書長，前香港沙田區議會乙泉選區議員，目前定居英國伯明翰，現職裝修工程木匠。

## 政治生涯
1999年，中學生年代的丘文俊，加入支聯會義工組，其後與趙恩來、周澄等人協助籌辦支聯會青年組，並於2001年當選第一屆支青組常務秘書。
2005年起擔任立法會議員鄭家富助理，協助處理新界東地區工作，在鄭家富推薦下加入民主黨，於2010退黨。
2011年區議會選舉，丘文俊選擇被喻為建制派劉江華老巢的沙田區議會乙明選區出選，結果以2,296票擊退連任四屆的公民力量林康華，當選沙田區議員。 
2015年7月剛落成入伙水泉澳邨第一期爆發食水含鉛事件。丘文俊委託政府認可化驗所在水泉澳邨抽取20個水辦，發現有3水辦含鉛超標，當中喜泉樓一水辦更較世衛標準高2.7倍。不過水務署署長林天星稱署方再在涉事單位同層及上下層單位，抽驗多10個水辦，結果全符世衛標準。當區區議員丘文俊質疑政府的抽驗結果，要求政府提供水車及派樽裝水。
2015年7月23日丘文俊在沙田區議會提出討論水泉澳邨食水樣本含鉛議程。會議開始時，丘文俊帶同盛著水泉澳邨食水的水樽，要求以水泉澳邨的水，取代與會官員的飲品，讓官員與民同甘共苦，但遭到議會內過半數建制派阻止。會議上，丘文俊再次走到官員前為他們提供「鉛水」，但不論房屋署、衛生署或水務署代表均無動於衷，水務署署理總工程師陳子浩更在丘離開後，立即把放在他跟前的水樽收到枱下。丘文俊事後表示，對官員不肯喝水十分失望，「水務署真係好蠢好無風度，你一邊話啲水無事，但又唔敢飲，其實係咪心虛？佢哋嘅行為正正係出賣緊佢哋。」他認為政府官員應該要有量度，並稱讚與事件無關的劉心怡有承擔。同年10月，時任政務司司長林鄭月娥罕有地炮轟泛民議員把鉛水風波政治化，指有官員在公開場合被逼飲「鉛水」是「不能接受」，更指已發內部指示，提醒官員不能被屈辱，以維護他們代表特區政府的尊嚴。丘文俊透過香港01批評：「林鄭月娥這種獨裁、專制、走（民主）回頭路的官員，難與一個民主、開放、普選的政治家相比。」
2015年區議會選舉丘文俊爭取連任，擊敗公民力量兼新民黨成員葉家明及香港經濟民生聯盟成員周秉謙，最終丘文俊取得3,221票成功連任。連同毗鄰博康選區的趙柱幫和沙角選區的陳兆陽成功當選，民主派成功一統沙田圍三個選區，被譽為沙田圍三子。
2016年9月4日，丘文俊因協助其恩師、立法會獨立候選人鄭家富助選，被同黨候選人范國威公開指責並向新民主同盟執委會投訴，丘文俊於9月5日退出新民主同盟。
2017年12月14日丘文俊與丁仕元、黃學禮等沙田區議員成立沙田區政，並當選為秘書長，沙田區政成為沙田區議會最大地區組織。
2019年區議會選舉，只有水泉澳邨第二期保留在乙明選區內，選區亦改名為乙泉選區。結果丘文俊以5,280票擊敗2,673票的公民力量梁昊佳。
2020年1月，丘文俊當選沙田區議會財務及常務委員會主席、沙田區議會公關小組召集人。
2021年11月，丘透露已在英國「流亡」三個月。並發起杯葛2021年立法會選舉，呼籲香港人拒絕承認不民主的選舉制度。丘文俊指出：「無論是2019年區議會選舉，或者民主派初選35+，港共政權都用盡一切卑鄙手段去DQ民意授權的代議士，任意拘禁、濫告及逼害民主派人士，（中略），香港人應該全面杯葛抵制港共立法會選舉，對專制迂腐的政權作出抵抗：不參選！不投票！」
惟此舉使他被廉政公署通緝，涉嫌煽惑他人在立法會換屆選舉投白票及不投票，違反相關選舉條例。